# Половки (Ельский район)
Половки (бел. Палаўкі) — деревня в Добрынском сельсовете Ельского района Гомельской области Беларуси.

## Административное устройство
До 15 января 2023 года входила в состав Млынокского сельсовета. В связи с объединением Добрынского и Млынокского сельсоветов Ельского района Гомельской области в одну административно-территориальную единицу — Добрынский сельсовет, включена в состав Добрынского сельсовета.

## География

### Расположение
В 9 км на северо-восток от районного центра и железнодорожной станции Ельск (на линии Калинковичи — Унеча), в 168 км от Гомеля.

## Гидрография
На западе мелиоративный канал, соединённый с рекой Мытва (приток реки Припять).

## Транспортная сеть
Транспортные связи по просёлочной, затем автомобильной дороге Новая Рудня — Мозырь. Планировка состоит из 2 прямолинейных, почти параллельных улиц, пересекаемых в центре короткой улицей. Застройка преимущественно двусторонняя, деревянная, усадебного типа.

## История
По письменным источникам известна с XVIII века как селение в Мозырском повете Минского воеводства Великого княжества Литовского. После 2-го раздела Речи Посполитой (1793 год) в составе Российской империи. По ревизским материалам 1795 году в Мозырском уезде Минской губернии. В 1811 году владение помещика Гольста. В 1879 году упоминается как селение Барбаровского церковного прихода. В 1908 году в Наровлянской волости.
В 1929 году организован колхоз. Во время Великой Отечественной войны в ноябре 1943 года оккупанты сожгли 69 дворов и убили 3 жителя. 45 жителей погибли на фронте. В 1959 году в составе совхоза «Млынок» (центр — деревня Млынок).

## Население

### Численность
- 2004 год — 33 хозяйства, 52 жителя.

### Динамика
- 1795 год — 4 двора.
- 1834 год — 24 двора.
- 1897 год — 28 дворов, 168 жителей (согласно переписи).
- 1908 год — 55 дворов, 314 жителей.
- 1940 год — 90 дворов, 264 жителя.
- 1959 год — 382 жителя (согласно переписи).
- 2004 год — 33 хозяйства, 52 жителя.